# Turn 10 Studios
 (mars 2020).
Si vous disposez d'ouvrages ou d'articles de référence ou si vous connaissez des sites web de qualité traitant du thème abordé ici, merci de compléter l'article en donnant les références utiles à sa vérifiabilité et en les liant à la section « Notes et références ».
Turn 10 Studios est une société américaine de développement de jeux vidéo créée en 2003 principalement connue pour être à l'origine de la série de jeux vidéo Forza, incluant Forza Motorsport et Forza Horizon. Elle est une filiale de Xbox Game Studios.

## Jeux développés
| Titres             | Date de sortie | Plateformes                    |
| ------------------ | -------------- | ------------------------------ |
| Forza Motorsport   | 2005           | Xbox                           |
| Forza Motorsport 2 | 2007           | Xbox 360                       |
| Forza Motorsport 3 | 2009           | Xbox 360                       |
| Forza Motorsport 4 | 2011           | Xbox 360                       |
| Forza Motorsport 5 | 2013           | Xbox One                       |
| Forza Motorsport 6 | 2015           | Microsoft Windows, Xbox One    |
| Forza Motorsport 7 | 2017           | Microsoft Windows, Xbox One    |
| Forza Motorsport   | 2023           | Microsoft Windows, Xbox Series |